# Anton Idl
Anton Idl (* 15. Oktober 1877 in Grafendorf, Osttirol; † 21. Jänner 1962 in Lienz, Osttirol) war ein österreichischer Politiker der Sozialdemokratischen Arbeiterpartei (SdP).

## Ausbildung und Beruf
Nach dem Besuch der Volksschule wurde er Buchhalter in Lienz.

## Politische Funktionen
- 1918–1919: Abgeordneter der Provisorischen Landesversammlung von Tirol
- Mitglied des Gemeindeausschusses von Lienz

## Politische Mandate
- 4. April 1919 bis 9. November 1920: Mitglied der Konstituierenden Nationalversammlung, SdP